# Линари, Нэнси
Нэ́нси Ли́нари (англ. Nancy Linari; 14 января 1955, США) — американская актриса кино и телевидения, актриса озвучивания.

## Биография
Родилась 14 января 1955 года в северном пригороде Чикаго (штат Иллинойс, США).
Наиболее известна озвучиванием второстепенных персонажей серии игр Sonic Hedgehog. Она также озвучила роли второго плана в ситкоме «Дакмен», сериале «Чародейки» (Элизабет Хейл в эпизодах «Parents Night» и «W is for Witch»), «Настоящих приключениях Джонни Квеста», а также сыграла множество эпизодических ролей в телесериалах.
Линари также озвучила Мортишу в «Семейке Аддамс». В фильме «Социальная сеть» сыграла роль секретаря президента Гарвардского университета Лоуренса Саммерса. В 2016 году озвучила мать Ларса Марту Барригу во «Вселенной Стивена» и Мэй Паркер в мультсериале «Человек-паук».

## Избранная фильмография
| Год       |    | Русское название                    | Оригинальное название              | Роль                           |
| --------- | -- | ----------------------------------- | ---------------------------------- | ------------------------------ |
| 1983      | с  | Ремингтон Стил                      | Remington Steele                   | Доктор Шейла Маркус            |
| 1983      | ф  | Редкая отвага                       | Uncommon Valor                     | Репортёр                       |
| 1985      | с  | Воздушный волк                      | Airwolf                            | Секретарь                      |
| 1988      | с  | Альф                                | ALF                                | Мэри                           |
| 1989      | с  | Кошмары Фредди                      | Freddy's Nightmares                | Миссис Франклин                |
| 1991      | мс | Чёрный Плащ                         | Darkwing Duck                      | Персонаж неизвестен            |
| 1991      | ки | Monkey Island 2: LeChuck's Revenge  | Monkey Island 2: LeChuck's Revenge | Библиотекарь / Охранник киоска |
| 1991      | с  | Мэтлок                              | Matlock                            | Дорин                          |
| 1992—1994 | с  | Сёстры                              | Sisters                            | Белинда / Гейл Даннауэр        |
| 1993      | с  | Дни нашей жизни                     | Days of Our Lives                  | Медсестра Сарнофф              |
| 1993      | мс | Озорные анимашки                    | Animaniacs                         | Кот Баллу / Мать Плоц          |
| 1994      | с  | Чудеса науки                        | Weird Science                      | Мисс Мэрроун                   |
| 1994      | мс | Аладдин                             | Aladdin                            | Женщина                        |
| 1994      | с  | Няня                                | The Nanny                          | Миссис Ливингстон              |
| 1994      | мс | Sonic the Hedgehog                  | Sonic the Hedgehog                 | Дополнительные голоса          |
| 1994      | мс | Команда спасателей Капитана Планеты | Captain Planet and the Planeteers  | Баттерфлай                     |
| 1996      | с  | Шаг за шагом                        | Step by Step                       | Продавщица                     |
| 2009      | с  | Отчаянные домохозяйки               | Desperate Housewives               | Эвелин                         |